# Hans Finohr
Hans Finohr (* 5. September 1891 in Rynnek, Kreis Löbau (Westpreußen); † 8. November 1966 in Potsdam) war ein deutscher Film- und Theaterschauspieler.

## Leben und Werk
Finohr, der im westpreußischen Rynnek, einer kleinen Gemeinde im damaligen Landkreis Löbau, geboren wurde, nahm Schauspielunterricht bei Hans Peppler und debütierte 1919 an einer Bühne in Heiligenbeil. Es folgten Engagements an Bühnen in Königsberg, Gera, Wien, Mannheim und Leipzig. Von 1943 bis 1957 wirkte er als Darsteller und zeitweise auch als Schauspieldirektor am Staatsschauspiel Dresden, ehe er als freiberuflicher Schauspieler arbeitete. Gastauftritte führten ihn damals auch an West-Berliner Bühnen und nach Schwerin.
Daneben war er auch politisch aktiv, so gehörte er beispielsweise als Vorstandsmitglied der Gewerkschaft Kunst an und war Mitglied des künstlerisch-wissenschaftlichen Beirats im Ministerium für Kultur der DDR. Für seine Verdienste wurde Finohr am 1. September 1951 durch die Staatliche Kommission für Kunstangelegenheiten mit dem Professorentitel gewürdigt. 1954 erhielt er den Vaterländischen Verdienstorden.
Neben seiner Theatertätigkeit spielte der Künstler auch in zahlreichen Film- und Fernsehproduktionen der DEFA und des Deutschen Fernsehfunks (DFF) als Charakterdarsteller mit. So verkörperte er beispielsweise den alten Kammerdiener in Kurt Maetzigs Kabale und Liebe und den Werftschreiber Schröder in Das Lied der Matrosen.

## Filmografie (Auswahl)
- 1952: Das verurteilte Dorf
- 1952: Geheimakten Solvay
- 1954: Ernst Thälmann – Sohn seiner Klasse
- 1957: Schlösser und Katen
- 1957: Wo du hingehst …
- 1958: Das Lied der Matrosen
- 1958: Nur eine Frau
- 1959: SAS 181 antwortet nicht
- 1959: Tilman Riemenschneider
- 1959: Kabale und Liebe
- 1959: Eine alte Liebe
- 1960: Fünf Patronenhülsen
- 1961: Ein Sommertag macht keine Liebe
- 1962: Die Nacht an der Autobahn (Fernsehfilm)
- 1962: Fernsehpitaval: Auf der Flucht erschossen (Fernsehreihe)
- 1962: Das grüne Ungeheuer (TV)
- 1962: Tanz am Sonnabend – Mord?
- 1963: Sonntagsfahrer
- 1963: Meine Frau Susanne (Fernsehserie) – Der erste Hochzeitstag
- 1965: Solange Leben in mir ist
- 1965: Denk bloß nicht, ich heule
- 1965: Tiefe Furchen
- 1966: Die Söhne der großen Bärin
- 1968: Der Mord, der nie verjährt

## Synchronrollen (Auswahl)
- 1957: František Smolik als Bischof von Lodi in Jan Hus

## Theater
- 1947: Leonid Solowjow / Viktor Witkowitsch: Der fröhliche Sünder (Emir von Buchara) – Regie: Albert Fischel (Staatstheater Dresden)
- 1950: William Shakespeare: König Johann (Hubert) – Regie: Martin Hellberg (Staatstheater Dresden)
- 1951: Nikolai Pogodin: Das Glockenspiel des Kreml (Stalin) – Regie: Martin Hellberg (Staatstheater Dresden)
- 1951: Nikolai Pogodin: Missouri-Walzer (Gauner) – Regie: Martin Hellberg (Staatstheater Dresden)
- 1952: Nikolai Pogodin: Der Mann mit dem Gewehr (Stalin) – Regie: Guido Reif (Staatstheater Dresden)
- 1953: Friedrich Wolf: Floridsdorf (Betriebsrat Schani Hölzel) – Regie: Guido Reif (Staatstheater  Dresden)
- 1954: Wsewolod Wischnewski: Das unvergeßliche Jahr 1919 (Stalin) – Regie: Hannes Fischer (Staatstheater Dresden)
- 1955: Friedrich Schiller: Wallenstein (Butler) – Regie: Hannes Fischer (Staatstheater Dresden)